# Municipalité d'Izola
La municipalité d'Izola (slovène : Občina Izola ; italien : Comune di Isola) est l'une des 211 villes slovènes qui ont le statut de municipalité. Située sur la riviera slovène, son siège est Izola

## Localités
La municipalité d'Izola comprend les localités suivantes : 
- Baredi
- Cetore (italien : Settore)
- Dobrava
- Jagodje (italien : Valleggia)
- Korte (italien : Corte)
- Malija (italien : Malio)
- Nožed (italien : Nosedo)
- Šared (italien : Saredo)

## Démographie
La municipalité compte 15 900 habitants en 2002. Il y avait légèrement plus d'hommes (8 000) que de femmes (7 900). Par langue maternelle, la grande majorité de la population était de langue slovène (10 059), suivie par le croate (1 199), l'italien (620), et d'autres minorités plus petites .